# Ibrahim Diakité
Ibrahim Diakité (Compiègne, 31 oktober 2003) is een Guinees-Frans voetballer die sinds 2024 onder contract ligt bij Cercle Brugge. 

## Clubcarrière
Diakité ruilde in 2014 de jeugdopleiding van AFC Compiègne voor die van Stade de Reims. In het seizoen 2021/22 maakte hij zijn opwachting bij het reservenelftal van de club in de Championnat National 2. Hij speelde er dat seizoen 26 competitiewedstrijden.
Op 22 december 2021 maakte Diakité zijn officiële debuut in het eerste elftal van Stade de Reims: in de competitiewedstrijd tegen Olympique Marseille (1-1-gelijkspel) liet trainer Óscar García hem in de 87e minuut invallen voor Moreto Cassamá. Later dat seizoen mocht Diakité ook nog invallen in de bekerwedstrijd tegen ES Thaon.
In het seizoen 2022/23 mocht Diakité tijdens de twee laatste wedstrijden van García als trainer van Reims invallen. In de 0-3-nederlaag tegen AS Monaco op 18 september 2022 viel hij tijdens de rust in voor Arbër Zeneli en werd hij er in de 82e minuut weer afgehaald voor Noah Holm, twee weken later mocht hij in het 2-2-gelijkspel tegen Troyes AC in de 73e minuut invallen voor Mitchell van Bergen. Will Still, de opvolger van García, gaf hem op 13 november 2022 zijn eerste basisplaats bij Reims: in het 1-1-gelijkspel tegen Montpellier HSC stond hij 78 minuten op het veld.
In januari 2023 ondertekende Diakité zijn eerste profcontract bij Stade de Reims, dat hem tot 2025 aan de club verbond. Tegelijk werd Diakité voor de rest van het seizoen uitgeleend aan de Belgische eersteklasser KAS Eupen, waar Edward Still (de jongere broer van Reims-trainer Will) toen hoofdtrainer was. Diakité speelde tien competitiewedstrijden voor Eupen, waarvan slechts twee als basisspeler, en verzekerde zich op het einde van het seizoen van het behoud in de Jupiler Pro League.
Diakité begon het seizoen 2023/24 bij Stade de Reims, maar in de eerste helft van het seizoen kwam hij niet verder dan vier invalbeurten en een basisplaats tegen AS Monaco. In februari 2024 leende Stade de Reims hem opnieuw uit, ditmaal aan de Zwitserse eersteklasser FC Stade Lausanne-Ouchy. Daar veroverde meteen een vaste stek als rechtsachter, al moest hij zich na zijn rode kaart tegen FC Lugano in zijn zesde wedstrijd vooral tevreden stellen met invalbeurten. FC Stade Lausanne-Ouchy, dat bij de komst van Diakité al laatste stond, degradeerde op het einde van het seizoen uit de Super League.
In juli 2024 ondertekende Diakité een vierjarig contract bij de Belgische eersteklasser Cercle Brugge. Op 29 augustus 2024 maakte hij zijn officiële debuut voor Cercle Brugge in de Conference League-voorrondewedstrijd tegen Wisła Kraków, die in principe overbodig was omdat Cercle de heenwedstrijd met 1-6 had gewonnen. Cercle Brugge verloor deze wedstrijd met 1-4, maar was desondanks geplaatst voor het hoofdtoernooi van de Conference League. Diakité, die tegen Kraków als rechtsachter speelde, kreeg op 22 september 2024 zijn eerste basisplaats van Miron Muslic in de Jupiler Pro League, ditmaal als centrale verdediger in een driemansdefensie. Op speeldag 3 van het seizoen 2025/26 liep de verdediger een enkelbreuk op tijdens de Brugse stadsderby.

## Clubstatistieken
| Seizoen | Club                      | Land                 | Competitie             | Competitie | Competitie | Beker | Beker | Supercup | Supercup | Internationaal | Internationaal | Totaal | Totaal |
| Seizoen | Club                      | Land                 | Competitie             | Wed.       | Dlp.       | Wed.  | Dlp.  | Wed.     | Dlp.     | Wed.           | Dlp.           | Wed.   | Dlp.   |
| ------- | ------------------------- | -------------------- | ---------------------- | ---------- | ---------- | ----- | ----- | -------- | -------- | -------------- | -------------- | ------ | ------ |
| 2021/22 | Stade de Reims B          | Vlag van Frankrijk   | Championnat National 2 | 26         | 0          | —     | —     | —        | —        | —              | —              | 26     | 0      |
| 2021/22 | Stade de Reims            | Vlag van Frankrijk   | Ligue 1                | 1          | 0          | 1     | 0     | —        | —        | —              | —              | 2      | 0      |
| 2022/23 | Stade de Reims B          | Vlag van Frankrijk   | Championnat National 2 | 2          | 0          | —     | —     | —        | —        | —              | —              | 2      | 0      |
| 2022/23 | Stade de Reims            | Vlag van Frankrijk   | Ligue 1                | 3          | 0          | 0     | 0     | —        | —        | —              | —              | 3      | 0      |
| 2022/23 | → KAS Eupen               | Vlag van België      | Eerste klasse          | 10         | 0          | 0     | 0     | —        | —        | —              | —              | 10     | 0      |
| 2023/24 | Stade de Reims B          | Vlag van Frankrijk   | Championnat National 3 | 1          | 0          | —     | —     | —        | —        | —              | —              | 1      | 0      |
| 2023/24 | Stade de Reims            | Vlag van Frankrijk   | Ligue 1                | 5          | 0          | 0     | 0     | —        | —        | —              | —              | 5      | 0      |
| 2023/24 | → FC Stade Lausanne-Ouchy | Vlag van Zwitserland | Super League           | 10         | 1          | 0     | 0     | —        | —        | —              | —              | 10     | 1      |
| 2024/25 | Cercle Brugge             | Vlag van België      | Eerste klasse          | 29         | 3          | 2     | 0     | —        | —        | 8              | 0              | 39     | 3      |
| Totaal  | Totaal                    | Totaal               | Totaal                 | 87         | 4          | 3     | 0     | 0        | 0        | 8              | 0              | 90     | 4      |

## Interlandcarrière
Diakité werd geboren in Frankrijk, maar maakte op 27 september 2022 zijn interlanddebuut voor Guinee: in de oefeninterland tegen Ivoorkust (3-1-verlies) liet bondscoach Kaba Diawara hem tijdens de rust invallen.
| Interlands van Ibrahim Diakité | Interlands van Ibrahim Diakité | Interlands van Ibrahim Diakité | Interlands van Ibrahim Diakité | Interlands van Ibrahim Diakité | Interlands van Ibrahim Diakité | Interlands van Ibrahim Diakité |
| No.                            | Datum                          | Wedstrijd                      | Uitslag                        | Soort Wedstrijd                | Doelpunten                     |                                |
| Als speler bij Stade de Reims  | Als speler bij Stade de Reims  | Als speler bij Stade de Reims  | Als speler bij Stade de Reims  | Als speler bij Stade de Reims  | Als speler bij Stade de Reims  | Als speler bij Stade de Reims  |
| ------------------------------ | ------------------------------ | ------------------------------ | ------------------------------ | ------------------------------ | ------------------------------ | ------------------------------ |
| 1.                             | 27 september 2022              | Ivoorkust – Guinee             | 3 – 1                          | Vriendschappelijk              | -                              |                                |
| Totaal                         | Totaal                         | Totaal                         | Totaal                         | Totaal                         | -                              |                                |